# Opisthoxia bimaculata
Opisthoxia bimaculata là một loài bướm đêm trong họ Geometridae.